# グレイ (宇宙人)

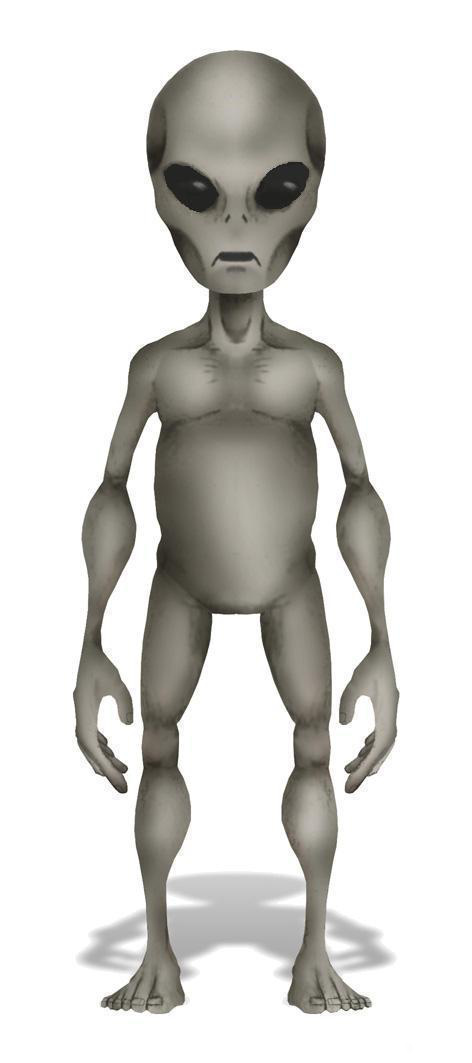
LeCire画 "Alienigena " ／別名 "Grey Alien"。

グレイ（英: Grey）とは、空飛ぶ円盤や宇宙人来訪に関係する雑誌記事やテレビ番組の中で、よく取り扱われる生命体（異星人、エイリアン）のタイプのひとつである。アメリカでは宇宙人による誘拐（アブダクション）事件など、目撃報告が多数ある生物でもある。
グレイは実在するが宇宙人ではないと考えるものもおり、宇宙人に作られたアバター的クローン説や恐竜が進化したディノサウロイド（恐竜人間）説、未来人説、レプティリアンのペットとして地球に連れて来られたUMA説などがある。
その実在を信じる人は少なくないが、確実な証拠は無く、懐疑的立場からは、宇宙人というものについて人々が共有しているイメージに過ぎないと考えられている。脳内が生み出す幻影として考えられる一例として、薬物などを使っていたであろうとされる魔術師アレイスター・クロウリーの絵画に、地球外の存在としてグレイを彷彿させる巨大な頭部を持つ目の細い生き物が描かれている。

## 特徴
目撃談によれば、それぞれ細かな相違はあるが、大まかな共通点は以下の通りである。その身長は小柄な人間ほどで、頭部は大きく灰色の肌（タートルネックの黒いスーツを着ているという説もある）をしている。そして、その顔は大きな黒い目（細く釣りあがった目というものも多い）に、鼻の穴と小さな口が特徴。肌の色から、このタイプの宇宙人は「グレイ」と呼ばれている。
グレイタイプの宇宙人が目撃される以前は、一般的に火星人に見られるタコ型宇宙人が代表的な宇宙人のイメージであった。しかし、グレイに関係すると言われる事件の証言者や、その特徴的な姿が、テレビ番組などのメディア（日本では、特に矢追純一の関わっていたTV番組『11PM』やUFO特番が有名）を通じて露出が増えるにしたがって、次第にグレイが宇宙人の代表的なイメージになっていった。そのシンプルかつ、インパクトのある容姿のせいか、CMに起用されたりと各方面でキャラクターとしてグッズ展開される現象も起きている。グレイタイプの宇宙人の造形のモデルは、SF映画『2001年宇宙の旅』に登場するスターチャイルドであるとも、ヒル夫妻事件（後述）の前に放映されていたSFテレビドラマ『アウター・リミッツ』に登場する宇宙人であるとも言われている。
UFO特集のテレビ番組やSF映画などで、しばしばグレイの話題が取り上げられ、未知の生命体グレイの思考と倫理観、科学技術の水準は地球文明の数世紀先のレベルまで達しており、それ故にグレイと他の未知の生命体の意向には地球上の米軍や国連などの国際的な組織も彼らの活動には干渉できず、地球上の一般市民をグレイの実験体として、これらの種族に差し出すことを世界各国の政府は容認しているというストーリーがしばしば取り上げられる。アブダクションの被害者はグレイと面会して様々なコミュニケーションや医療行為を謳った謎の行為を強要されたり、体の隅々まで調べられる事件が発生していると宣伝されている。
またエリア51で行われている最先端の研究など米軍の技術的な進歩の背後にはグレイとの密約が存在し、グレイの地球内の活動の見返りとして、彼らが知識や技術として有している宇宙の構成や従来の科学的知見を超えた物理的法則を彼らから伝授し、アメリカとロシアの軍産複合体や宇宙関連の研究機関によってグレイの秘密知識で既に「TR-3B」などの地球製UFOが秘密の軍事基地内で極秘裏に製造されているとUFO研究家や陰謀論者は主張している。
このようにグレイは地球人と一番密接な関係を持った宇宙人として描かれることが多い。

## 分類
そもそも、1970年代のUFO事件の紹介では、小人型宇宙人として一括して紹介されている事が多かった。それが、アメリカ元海軍将校のミルトン・ウイリアム・クーパーにより、大きな鼻を持つラージノーズ・グレイとラージノーズ・グレイの遺伝子操作で作ったというリトル・グレイに分類された。一般的に言うグレイは後者の場合を指す事が多い。ラージノーズ・グレイは、リトル・グレイの上位に位置するものとされている。元々、アメリカ国民での異星人イメージの古典的な例に、小さな緑の小人「リトル・グリーン・マン」という半ば馬鹿にした呼び方が1947年のロズウェル事件頃には既にあった。事件の牧場主のブレーゼルは「リトル・グリーン・マンが、緑色じゃなかったんだ」とつぶやいたという。「リトル・グレイ」という名称は、これが由来という考え方もできる。

### 両生類説
中にはグレイは両生類ではないかとの説もある。日本ではキジムナーや河童として、世界各地ではドーバーデーモン等として目撃されている水棲未確認生物がグレイであるとする説である。

## 出身星に関する臆測
グレイ種族を2分類して、ラージノーズグレイをオリオン座系の異星人「リゲリアン」とし、ベティ・バーニー・ヒル夫妻事件（後述）の異星人をゼータ・レティキュリー星系の異星人として「レティキュリアン」とする説（極秘情報と主張）もアメリカの異星人陰謀論グループである「ネヴァダ・エリアル・リサーチ」等から提出されている。なお、この出自の説として対立するエイリアンとしてレプトイド（恐竜人型）がいると主張している。他にも、黒目部分が白目のものもあり、小人型灰白色の異星人像が具体的に同じ種族、2分類に留まるとは断定できない。

## グレイに関する事件

### ヒル夫妻誘拐事件
1961年9月19日の夜、アメリカニューハンプシャー州で車を走らせていたヒル夫妻は、不思議な発光体に追いかけられた。気がつくと2時間半経過しており、その間の記憶は一切失われていたという。それから2年後、逆行催眠によって呼び戻されたヒル夫妻の「記憶」によれば、彼らは宇宙人（グレイ）によってUFO内で身体検査をされていた。さらに、グレイは何処から来たのかを示しており、これはレティクル座ゼータ星であると考えられている。
なお、夫妻はグレイについてその姿の詳細を述べているが、その証言にはぐらつきがある。しかもこの証言をした日の少し前、テレビドラマ『アウターリミッツ』にグレイそっくりな宇宙人が登場していたことや、逆行催眠による記憶の回復には疑問が呈されていることなどから、懐疑的な論者からは信憑性が薄いと言われている。
宇宙人の関係する事件のうち、初めてのアブダクション（宇宙人による誘拐）事件とされ、初めてグレイが目撃された事件でもある。この事件を皮切りにグレイの目撃やアブダクションが続出することになった。テレビドラマ『Xファイル』がテレビ朝日で放送された際、冒頭で扱われたために日本での知名度もあがった。
ヒル夫妻を診察したサイモン医師はその記事を学会誌『Psychiatric Opinion』誌に寄稿し、このケースは類例のない心理的異常であったという彼の結論を説明した。

### ロズウェル事件
1947年7月8日、アメリカニューメキシコ州ロズウェルで墜落した円盤を回収したという発表を陸軍が行ったことが事の発端となる。当時、ケネス・アーノルドによる空飛ぶ円盤の目撃が世間を賑わせていたこともあって注目を集めたが、軍が即座に「円盤は気象観測用の気球だった」と訂正したためにそのまま収束した。それから30年近く経った1970年代後半に、UFO研究家たちによって、この事件の再検証が行われた。その結果、事件発生当時には宇宙人の話は一切出ていなかったのにもかかわらず、1980年代には墜落した円盤や宇宙人（グレイ）の死体を見たという証言が続出、関連文書も相次いで発見された。これらのほとんどは信憑性が無かったり、偽書と証明されたりして、事実の裏づけとして認められるものではなかった。そんなロズウェル事件が一人歩きし始めたのを受けてなのか、アメリカ空軍は1994年に、事件発生当時『プロジェクト・モーグル』という機密計画による秘密実験が行われていた事を公表し、ロズウェルに墜落した物体は旧ソ連の核実験監視に使われる調査用気球だったと明らかにした。しかし、それも軍による隠蔽であると疑う者も少なくない。
日本では矢追純一のテレビスペシャル番組や、グレイの解剖シーンが収録された宇宙人解剖フィルムなどで注目を集めた事件として知られる。グレイのイメージは、このロズウェル事件によって多くの人に広められたと言える。しかしながら宇宙人解剖フィルムが偽造であったことは既に解明済みである。詳細は同項目を参照。

### キャトルミューティレーション
1970年代のアメリカで、家畜の目や性器などが切り取られて死亡しているという報告が多発。事例が起きる前後に未確認飛行物体の目撃報告が複数あることや、死体にレーザーを使ったような鋭利な切断面があること（なぜナイフでなくてレーザーであるのかは説明がない）、血液がすべて抜き取られていることなどの異常性から人間の仕業ではなく、宇宙人によるものではないかと騒がれた。
これを受けて、1980年にケネス・M・ロメル・ジュニア（元FBI捜査官）が1年にわたって行った実験で、死亡した家畜を放置しておくと、血液は、地面に吸い込まれて流れ去り、蠅や蛆などの虫や動物などに目や性器などのやわらかい部分から食べられ、牙や嘴による鋭利な切り口は、キャトルミューティレーションと同じ状態になるとの報告を行った。また、キャトルミューティレーションにあったという牛の死骸の損なわれた部分は、すべて上部のみだった。地面に接触していた部分は損傷していなかったのである。つまり「キャトルミューティレーションとは、牛の死骸の通常の変化でしかない」との見解を示した。
しかし、これに対して、死亡した翌朝に目や性器などが切り取られているのが発見される例や切り口に焼け焦げの跡があった例などに加え、突如として急増したこの事件を牧場主が野生動物の捕食と見分けられなかったというのにも無理があり、矛盾点がいくつかあることから報告を疑問視するものも多く、「カルト集団による仕業である」という意見や、「チュパカブラ」と呼ばれるアメリカ南部からメキシコにかけて目撃例が報告される未確認生物の一種によるものではないかと言う説も一部にはある。
ただし、血液を抜き取られるという異常性については問題無く解決しており、あえて宇宙人のしわざを疑う必要性が無くなった事には変わりない。問題は他の惑星から地球までストレス無く来る事が出来る科学力を持った宇宙人が、もし仮に牛を必要とするならば、なぜ牛を採集して自惑星で培養・養殖等をせず、こそこそと且つわざと人目に触れるように地球で狩り（キャトルミューティレーション）をするという必要があるかということである。もっと単純に家畜の保険金の問題も絡んでいると考えられている（毒草や病死では牧場側の管理の手落ちだが、傷があれば他殺と主張できる）。

### アメリカ同時多発テロ事件
2001年9月11日のアメリカ同時多発テロ事件の世界貿易センタービル崩壊直前に、悪魔の顔や勝ち誇るグレイの姿が見えたという話があり、その後の北米大停電、管制システム不具合などとあわせて宇宙人の攻撃ではないかとの説がでた。また、「テロは中国語で「恐怖主義」と書くのでノストラダムスが述べた「空から落ちてくる恐怖の大王」と関係がある」として、いわゆる終末の予言とも関連付けられた。

### ヴァルジーニャ事件とグレイ型人形
ブラジルのミナスジェライス州のヴァルジーニャ市では、ヴァルジーニャ事件以後グレイ型人形が市民のマスコットとなり、観光推進事業、予防接種運動、交通安全運動などの社会活動のポスターに現れて地域活動に貢献している。また、目抜き通りでは複数の有名なサッカークラブのユニフォームを着たグレイ型人形が販売されており、観光客に人気がある。事件はすでに過去の都市伝説となったために、市民はグレイに対する奇異感も恐怖感もなく、いまやグレイはヴァルジーニャの町を代表するシンボルマークになった。

## 関連文献
- デイビッド・アイク 著、安永絹江  訳『竜であり蛇であるわれらが神々〈上〉人類の起源と闇の支配一族レプティリアンの血流』徳間書店〈超知ライブラリー 027〉、2007年8月29日。OCLC 920341994。ISBN 4-19-862380-5、ISBN 978-4-19-862380-7。
- デイビッド・アイク 著、安永絹江  訳『竜であり蛇であるわれらが神々〈下〉闇の権力を操る爬虫類人の地球支配/管理システム』徳間書店〈超知ライブラリー 028〉、2007年8月29日。OCLC 676114030。ISBN 4-19-862381-3、ISBN 978-4-19-862381-4。
- スーザン・A・クランシー 著、林雅代  訳『なぜ人はエイリアンに誘拐されたと思うのか』早川書房〈ハヤカワ文庫 NF 313〉、2006年8月25日（原著2006年3月）。OCLC 675740739。ISBN 4-15-050313-3、ISBN 978-4-15-050313-0。
  - 原著：Clancy, Susan A. (March 2006) (英語). Abducted: How People Come to Believe They Were Kidnapped by Aliens. Cambridge, Massachusetts: Harvard University Press. OCLC 60550656 ISBN 0674018796, ISBN 9780674018792.
- ケネス・グラント 著、植松靖夫  訳『世界魔法大全 5 魔術の復活』（初版）国書刊行会、1983年3月15日。ISBN 4-336-02593-2、ISBN 978-4-336-02593-7。
- コンノケンイチ『ケネディ暗殺とUFO―極秘文書のクーパー証言書全文収録』たま出版〈UFOシリーズ〉、1989年11月。OCLC 673684353。ISBN 4-88481-210-7、ISBN 978-4-88481-210-2。
- 志水一夫『UFOの嘘 マスコミ報道はどこまで本当か?』データハウス、1990年12月。OCLC 962549051。ISBN 4-924442-97-6、ISBN 978-4-924442-97-9。
- 中村省三『大謀略―UFO異星人v.s.米スパイ機関』グリーンアロー出版社（現・青泉社）〈グリーンアローブックス〉、1990年12月。OCLC 673147228。ISBN 4-7663-3124-9、ISBN 978-4-7663-3124-0。
- 並木伸一郎『悪魔の密約―謎の宇宙人Krill(クリル)』二見書房〈サラブレッド・ブックス〉、1990年4月。OCLC 674273199。ISBN 4-576-90033-1、ISBN 978-4-576-90033-9。
- 並木伸一郎『第6の密約―米政府とエイリアンが仕組む大陰謀』学習研究社（現・学研ホールディングス）〈ムー・スーパー・ミステリーブックス〉、1990年10月。OCLC 673777585。ISBN 4-05-105129-3、ISBN 978-4-05-105129-7。
- ジョン・E・マック 著、南山宏  訳『アブダクション―宇宙に連れ去られた13人』ココロ、2000年8月3日。OCLC 674918899。ISBN 4-907807-02-3、ISBN 978-4-907807-02-3。
- 南山宏『米政府は異人類の死体を隠している―今世紀最大の謀略! 墜落円盤回収事件の真相』学研プラス〈ムー・スーパー・ミステリー・ブックス〉、1982年11月1日。ISBN 4-05-103411-9、ISBN 978-4-05-103411-5。
- 矢追純一『これが宇宙人(イーバ)との密約だ―UFOの謎を明かす』KKベストセラーズ〈ベストセラーシリーズ〈ワニの本〉〉、1989年10月1日。OCLC 673836772。ISBN 4-584-00710-1、ISBN 978-4-584-00710-5。